# Борис Йоцов
Борис Иванов Йо̀цов е български учен, политик, славист, юрист, литературен историк и критик, член-кореспондент на Българска академия на науките. Убит е от комунистическите власти през 1945, които установяват тоталитарен режим на управление в България след деветосептемврийския преврат от 1944.
Дългогодишен преподавател по литература и професор в Софийския университет „Свети Климент Охридски“, той е министър на народното просвещение през 1942-1944 г., за което е осъден на смърт от Първи върховен състав на „народния съд“ след Деветосептемврийския преврат от 1944 г.

## Биография
Борис Йоцов е роден във Враца на 21 февруари (8 февруари стар стил) 1894 г. Баща му е доброволец в Сръбско-българската война от 1885 г., единият му чичо е опълченец, а другият участва в националноосвободителното движение преди 1878 година. Брат на Борис Йоцов е художникът Николай Йоцов.
През 1913 – 1916 г. учи славянска филология, а от 1918 до 1920 г. право в Софийския университет. Работи като гимназиален учител от 1920 до 1923 г., след което, от 1923 до 1925 г. специализира славянска филология Прага, завършва с докторат. През 1926 – 1927 г. специализира във Варшава и Виена.
През 1926 г. започва работа в Софийския университет, първоначално като асистент. През 1929 г. е избран за доцент, а от 1935 г. е професор. През периода 1935-1944 г. завежда Катедрата по българска и славянска литература, а през 1935-1936 г. е декан на Историко-филологическия факултет. Директор е на Народния театър в София за периода 1936 – 1937 г. Проф. Борис Йоцов е дописен член на Българската академия на науките и на Славянския институт в Прага. Член е на Чешкото кралско общество на науките и на Словашката академия на науките. От 1942 г. е почетен член на Върховния читалищен съюз, почетен член на общостудентската организация „Васил Левски“.
През 1940-1942 г. Борис Йоцов е главен секретар на Министерството на народното просвещение, а от 11 април 1942 до 1 юни 1944 г. е министър в кабинетите на Богдан Филов и Добри Божилов.
След Деветосептемврийския преврат е арестуван. На 1 февруари 1945 г. е осъден е на смърт, да заплати 5 милиона лева глоба и присъждане в полза на държавното съкровище на целия му имот от т. нар. Народен съд. Присъдата не подлежи на обжалване. Екзекутиран е чрез разстрел в нощта на 1 февруари срещу 2 февруари 1945 г. в района на Централните софийски гробища. Тялото му е захвърлено в обща яма, образувана от бомба паднала по време на бомбардировките над София и е зарито със сгурия. С Решение №172 на Върховния съд от 26 август 1996 г. присъдата е отменена.

## Памет
На професор Борис Йоцов е наречена улица в квартал „Драгалевци“ в София (Карта).
Личният архив на Борис Йоцов се съхранява в Централен държавен архив. Състои се от 349 архивни единици от периода 1875 – 1944 г.